# Control lineal cuadrático gaussiano
En la teoría de control, el problema de control lineal cuadrático gaussiano (LQG) es uno de los más fundamentales de control óptimo. Se refiere a sistemas lineales inciertos perturbados por ruido blanco gaussiano aditivo, que tiene la información de estado incompleta (es decir, no todas las variables de estado se miden y disponible para la regeneración) y sometidos a control de sujetos a cuadráticas costes. Además, la solución es única y constituye una ley de control de realimentación dinámico lineal que se calcula y fácil de implementar. Finalmente el controlador LQG también es fundamental para el control óptimo de los sistemas no lineales perturbados.
El controlador LQG es simplemente la combinación de un filtro de Kalman es decir, un estimador lineal cuadrática (LQE) con un regulador lineal cuadrático (LQR). El principio de separación garantiza que estos pueden ser diseñados y calculan de forma independiente. LQG de control se aplica tanto a los sistemas lineales invariantes en el tiempo, así como sistemas de variables en el tiempo lineales. La aplicación a los sistemas invariantes en el tiempo lineales es bien conocido. La aplicación de sistemas de variables en el tiempo lineal permite el diseño de controladores de captación lineal para sistemas inciertos no lineales.
El controlador LQG en sí es un sistema dinámico como el sistema que controla. Ambos sistemas tienen la misma dimensión estado. Por lo tanto la aplicación de la controlador LQG puede ser problemático si la dimensión del estado del sistema es grande. El problema LQG de orden reducido (problema LQG orden fijo) supera está fijando a priori el número de estados del controlador LQG. Este problema es más difícil de resolver porque ya no es separable. También la solución ya no es único. A pesar de estos hechos algoritmos numéricos están disponibles para resolver los asociados ecuaciones de proyección óptimos que constituyen condiciones necesarias y suficientes para que un controlador LQG de orden reducido localmente óptima.
Por último, una palabra de precaución. LQG optimalidad no garantiza automáticamente buenas propiedades de solidez. La estabilidad robusta del sistema de circuito cerrado debe ser revisado por separado después de que el controlador LQG ha sido diseñado. Promover robustez algunos de los parámetros del sistema puede suponer estocástico en lugar de determinista. El problema de control más difícil asociada conduce a un controlador óptimo similar de la cual sólo los parámetros del controlador son diferentes.

## Descripción matemática del problema y la solución

### Tiempo continuo
Considere el sistema dinámico lineal,
{\displaystyle {\dot {\mathbf {x} }}(t)=A(t)\mathbf {x} (t)+B(t)\mathbf {u} (t)+\mathbf {v} (t)}
{\displaystyle \mathbf {y} (t)=C(t)\mathbf {x} (t)+\mathbf {w} (t),}
donde {\displaystyle {\mathbf {x} }} representa el vector de las variables de estado del sistema, {\displaystyle {\mathbf {u} }} el vector de las entradas de control y {\displaystyle {\mathbf {y} }} el vector de salidas medidas disponibles para la retroalimentación. Tanto ruido blanco gaussiano aditivo sistema {\displaystyle \mathbf {v} (t)} y aditivo blanco gaussiano ruido de medición {\displaystyle \mathbf {w} (t)} afectar el sistema. Teniendo en cuenta este sistema el objetivo es encontrar la historia entrada de control {\displaystyle {\mathbf {u} }(t)} que en cada momento {\displaystyle {\mathbf {} }t} puede depender sólo de las últimas mediciones {\displaystyle {\mathbf {y} }(t'),0\leq t'<t} de tal manera que la siguiente función de costo se minimiza,
{\displaystyle J=E\left({\mathbf {x} ^{\mathrm {T} }}(T)F{\mathbf {x} }(T)+\int _{0}^{T}{\mathbf {x} ^{\mathrm {T} }}(t)Q(t){\mathbf {x} }(t)+{\mathbf {u} ^{\mathrm {T} }}(t)R(t){\mathbf {u} }(t)\,dt\right),}
{\displaystyle F\geq 0,\quad Q(t)\geq 0,\quad R(t)>0,}
donde {\displaystyle {\mathbf {} }E} denota el valor esperado. La hora final (horizonte) {\displaystyle {\mathbf {} }T} puede ser finito o infinito. Si el horizonte tiende a infinito el primer término {\displaystyle {\mathbf {x} }^{\mathrm {T} }(T)F{\mathbf {x} }(T)} de la función de coste se convierte en insignificante e irrelevante para el problema. Además de mantener los costos finitas la función de coste hay que tener para ser {\displaystyle {\mathbf {} }J/T}.
El controlador LQG que resuelve el problema de control de LQG se especifica mediante las siguientes ecuaciones:
{\displaystyle -{\dot {S}}(t)=A^{\mathrm {T} }(t)S(t)+S(t)A(t)-S(t)B(t)R^{-1}(t)B^{\mathrm {T} }(t)S(t)+Q(t),}
{\displaystyle {\mathbf {} }S(T)=F.}
{\displaystyle {\dot {\hat {\mathbf {x} }}}(t)=A(t){\hat {\mathbf {x} }}(t)+B(t){\mathbf {u} }(t)+L(t)\left({\mathbf {y} }(t)-C(t){\hat {\mathbf {x} }}(t)\right),{\hat {\mathbf {x} }}(0)=\mathbb {E} \left[{\mathbf {x} }(0)\right],}
{\displaystyle {\mathbf {u} }(t)=-K(t){\hat {\mathbf {x} }}(t).}
La matriz  {\displaystyle {\mathbf {} }L(t)} se llama la ganancia de Kalman del filtro de Kalman asociado representado por la primera ecuación. En cada momento {\displaystyle {\mathbf {} }t} este filtro genera estimaciones {\displaystyle {\hat {\mathbf {x} }}(t)} del Estado {\displaystyle {\mathbf {x} }(t)} usando las mediciones y entradas pasadas. La ganancia de Kalman {\displaystyle {\mathbf {} }L(t)} se calcula a partir de las matrices {\displaystyle {\mathbf {} }A(t),C(t)}, las dos matrices de intensidad  {\displaystyle \mathbf {} V(t),W(t)} asociado a los ruidos gaussianos blancos  {\displaystyle \mathbf {v} (t)} and {\displaystyle \mathbf {w} (t)} y finalmente {\displaystyle \mathbb {E} \left[{\mathbf {x} }(0){\mathbf {x} }^{\mathrm {T} }(0)\right]}. Estas cinco matrices determinan la ganancia de Kalman a través de la siguiente ecuación diferencial de Riccati asociada a la matriz:
{\displaystyle {\dot {P}}(t)=A(t)P(t)+P(t)A^{\mathrm {T} }(t)-P(t)C^{\mathrm {T} }(t){\mathbf {} }W^{-1}(t)C(t)P(t)+V(t),}
{\displaystyle P(0)=\mathbb {E} \left[{\mathbf {x} }(0){\mathbf {x} }^{\mathrm {T} }(0)\right].}
Dada la solución {\displaystyle P(t),0\leq t\leq T} la ganancia de Kalman es igual:
{\displaystyle {\mathbf {} }L(t)=P(t)C^{\mathrm {T} }(t)W^{-1}(t).}
La matriz {\displaystyle {\mathbf {} }K(t)} se llama la matriz de ganancia de retroalimentación . Esta matriz está determinada por las matrices {\displaystyle {\mathbf {} }A(t),B(t),Q(t),R(t)} and {\displaystyle {\mathbf {} }F} a través de la siguiente ecuación diferencial de Riccati asociada a la matriz:
Dada la solución {\displaystyle {\mathbf {} }S(t),0\leq t\leq T} la ganancia de Kalman es igual
{\displaystyle {\mathbf {} }K(t)=R^{-1}(t)B^{\mathrm {T} }(t)S(t).}
Observe la similitud de las dos ecuaciones diferenciales de la matriz de Riccati, la primera que corre hacia adelante en el tiempo, la segunda que corre hacia atrás en el tiempo. Esta similitud se llama dualidad . La primera ecuación diferencial de la matriz de Riccati resuelve el problema de estimación lineal cuadrática (LQE). La ecuación diferencial de la segunda matriz Riccati resuelve el problema del regulador lineal-cuadrático (LQR). Estos problemas son duales y juntos resuelven el problema de control lineal-cuadrático-Gaussiano (LQG). Entonces, el problema de LQG se separa en el problema LQE y LQR que se puede resolver de forma independiente. Por lo tanto, el problema de LQG se llama separable .
Cuando {\displaystyle {\mathbf {} }A(t),B(t),C(t),Q(t),R(t)} y las matrices de intensidad de ruido {\displaystyle \mathbf {} V(t)}, {\displaystyle \mathbf {} W(t)} no dependen de {\displaystyle {\mathbf {} }t} y cuando {\displaystyle {\mathbf {} }T} tiende a infinito, el controlador LQG se convierte en un sistema dinámico invariante en el tiempo. En ese caso, ambas ecuaciones diferenciales de la matriz de Riccati pueden ser reemplazadas por las dos ecuaciones de Riccati algebraicas asociadas.

### Tiempo discreto
Dado que el problema de control de LQG en tiempo discreto es similar al del tiempo continuo, la siguiente descripción se centra en las ecuaciones matemáticas.
Las ecuaciones del sistema lineal de tiempo discreto son:
{\displaystyle {\mathbf {x} }_{i+1}=A_{i}\mathbf {x} _{i}+B_{i}\mathbf {u} _{i}+\mathbf {v} _{i},}
{\displaystyle \mathbf {y} _{i}=C_{i}\mathbf {x} _{i}+\mathbf {w} _{i}.}